# Сюрко
Сюрко (англ. surcoat, surcote) — в XII столітті довгий і просторий плащ-нарамник, кроєм схожий на пончо, що часто прикрашався гербом власника. Зазвичай завдовжки сюрко трохи нижче коліна, мало розрізи в передній і задній частині, без рукавів.

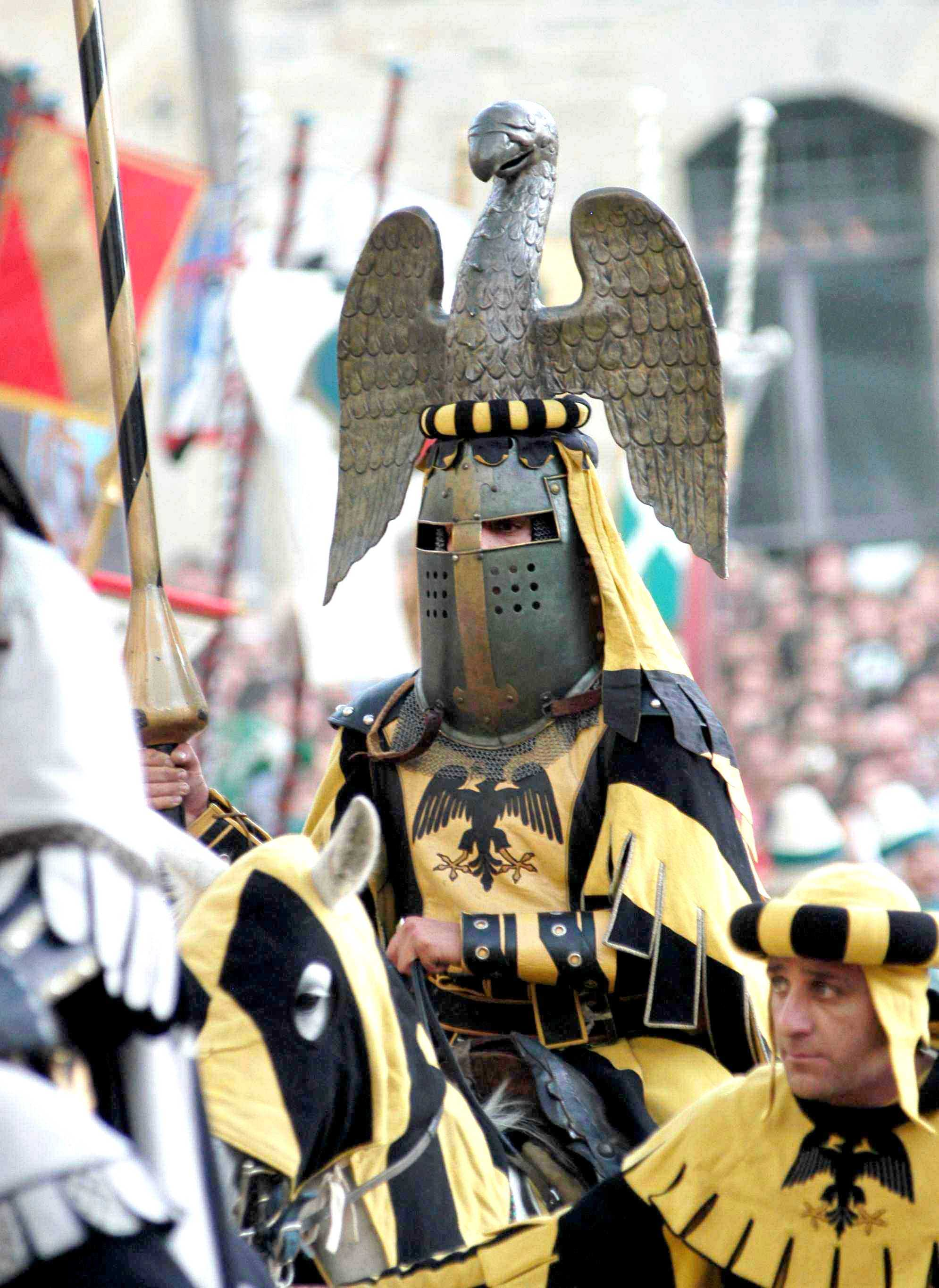
Лицар в сюрко і горшковому шоломі з нашоломною фігурою, бурелетом і наметом

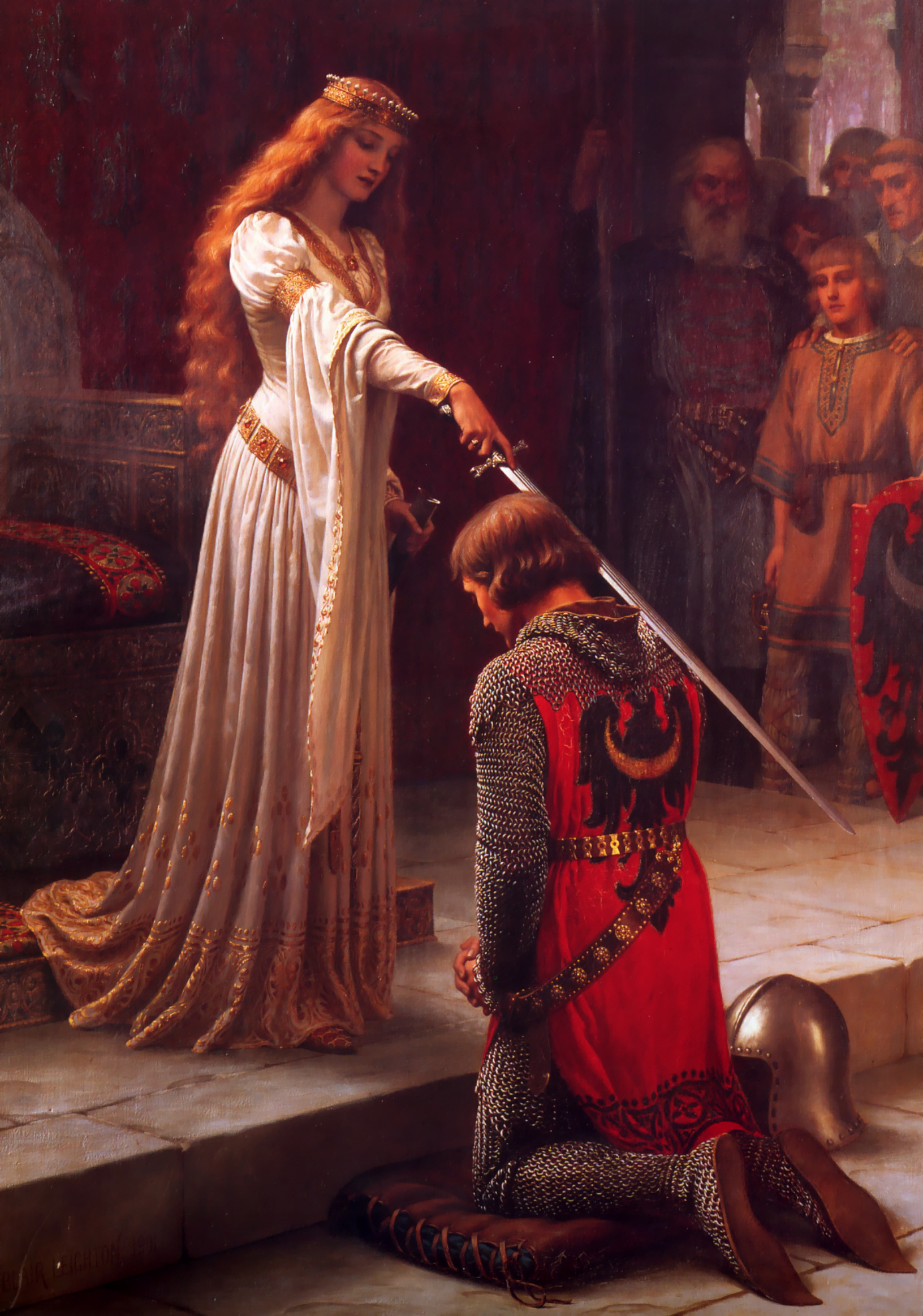
Сюрко, одягнене поверх кольчуги

Кольори та шитво на сюрко були одним із основних способів бойової ідентифікації для середньовічних воїнів.
Цей плащ лицарі носили для захисту кольчуги від палючого сонця (що характерно, під час хрестових походів у лицарів з'явилася мода для захисту від сонця носити поверх шолома арабську куфію, яка в лицарському варіанті називалася намет і була гербових кольорів).
Сюрко захищало кільця кольчуги, що легко іржавіли, від дощу та бруду під час поганої погоди, а також від крові під час битви. У кінці XIII століття під сюрко почали кріпити металеві пластини. Таке сюрко називалося Coat of plates і було попередником бригантини. 
Сюрко з відлогою носили й ченці.